# GSC5842-603
GSC5842-603 — хімічно пекулярна зоря спектрального класу A2, що має видиму зоряну величину в
смузі V приблизно 11.0.
Вона знаходиться у сузір'ї Кита.